# طفرة محايدة

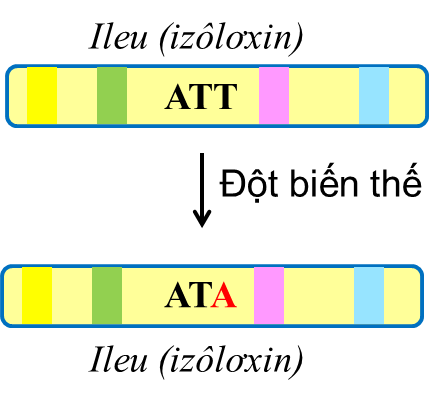

الطفرة المحايدة في علم الوراثة هي طفرة لا تؤثر بأي شكل من الأشكال على الصلاحية التطورية. بكلمات أخرى، الطفرة المحايدة هي محايدة من ناحية عمل الاصطفاء الطبيعي.
الطفرات الحيادية يمكن أن تتراكم مع الزمن بسبب الانحراف الوراثي أو الترافق الجيني. ووفقاً لنظرية التطور الجزيئي المحايدة، حتى لو كانت معظم الطفرات ضارة، فإنَّ معظم الطفرات التي تثبت كاختلافات بين الأنواع هي محايدة.
إنَّ معظم الطفرات هي محايدة بسبب فضلة الدنا